# Euxoa flavicollis
Euxoa flavicollis är en fjärilsart som beskrevs av Smith 1888. Euxoa flavicollis ingår i släktet Euxoa och familjen nattflyn. Inga underarter finns listade i Catalogue of Life.